# Georg Reinhold von Patkul
Georg Reinhold von Patkul (* 1657; † 1723 in Göteborg) war ein schwedischer Generalmajor.

## Familie
Georg Reinhold Freiherr Patkull von Posendorf, wie er sich selbst nannte, entstammte der Familie Patkul und war ein Sohn von Heinrich II. von Patkul und dessen zweiter Ehefrau Wendula von Rosenberg. Er war vermählt mit Anna Katharina Louisa Baronin de Mortaigne († 1731). Die Ehe blieb kinderlos.

## Leben
Georg Reinhold von Patkul stand in schwedischen Diensten. 1678 war er im Rang eines Leutnants und wurde kurz darauf zum Kapitän ernannt. 1687 wechselte er in österreichische Dienste um 1688 an der Belagerung von Belgrad im großen Türkenkrieg teilzunehmen. 1697, zurück bei den Schweden, wurde er zum Oberstleutnant befördert. Es folgte die Teilnahme an Großen Nordischen Krieg und der Schlacht bei Narva 1708 war er Vizepräfekt in Älvsborgs län. Unter Generalleutnant Nieroth focht Patkull 1710 in Polen und wurde noch selben Jahres zum Generalmajor der Infanterie befördert. Er war 1712 einer der schwedischen Kommandanten in der Schlacht bei Gadebusch unter Feldmarschall Stenbock.
Am 10. Dezember 1716 wurde Patkull in den schwedischen Freiherrenstand gehoben. Er war noch einige Zeit Landhauptmann von Jönköpings län.